# Kroniki (film)
Kroniki (hiszp. Crónicas) – ekwadorsko-meksykański film kryminalny z 2004 roku w reżyserii Sebastiána Cordero. Historia dziennikarza Manolo Bonilla, granego przez Johna Leguizamo, badającego sprawę porywacza i mordercy dzieci, wystąpili ponadto Leonor Watling i Damián Alcázar.
Obraz był oficjalnym kandydatem Ekwadoru do Oscara dla najlepszego filmu nieanglojęzycznego, ale ostatecznie nie uzyskał nominacji.

## Fabuła
Akcja filmu rozgrywa się w Ekwadorze. Reporter Don Manolo wyrusza na prowincję, by razem z ekipą filmową zrealizować materiał dotyczący szeregu bestialskich morderstw dokonywanych na dzieciach. Przypadkowo dziennikarze stają się świadkami wypadku, w którym ginie potrącony przez mieszkającego w miasteczku wędrownego sprzedawcę katechizmów chłopiec. Rodzice chłopca kilka dni wcześniej przeżyli tragedię śmierci drugiego syna, zabitego przez siejącego postrach w okolicy mordercę dzieci. Mieszkańcy miasteczka chcą dokonać linczu na kierowcy. Prym w samosądzie i bijatyce bierze ojciec przejechanego chłopca – Don Lucho. Interweniuje policja. Zarówno ojciec dwóch zabitych bliźniaków jak i sprzedawca katechizmów trafiają do aresztu.
Następnego dnia dziennikarze pojawiają się w więzieniu, by przeprowadzić wywiad z Cepedą, pobitym sprzedawcą katechizmów. Cepeda sygnalizuje dziennikarzowi, iż posiada informacje dotyczące mordercy dzieci, nazywanego Potworem z Babahoyo. By potwierdzić prawdziwość swojego wyznania, zdradza mu miejsce pochówku dziewięcioletniej dziewczynki, której ciała policja jeszcze nie odnalazła. Dziennikarz obiecuje pomoc w uwolnieniu Cepedy, jeśli ten udzieli mu więcej informacji o mordercy dzieci. Wieczorem dziennikarz razem ze swym kamerzystą odnajdują grób z ciałem dziewczynki.
W ciągu następnych dni dziennikarz przeprowadza wywiad z Cepedą, jego żoną, synem i sąsiadami – z osobami, które znają sprzedawcę osobiście. Manolo zaczyna podejrzewać, iż Potworem z Babahoyo jest przetrzymywany w więzieniu z całkiem innego powodu Cepeda.
W związku z nieprzewidzianymi okolicznościami materiał dotyczący Cepedy, który pokazuje go w dobrym świetle, zostaje pomimo interwencji Manolo wyemitowany. Cepeda wychodzi na wolność. Dziennikarzowi zostaje przedstawiona propozycja realizacji autorskiego programu interwencyjnego.

## Obsada
- John Leguizamo – dziennikarz Manolo Bonilla
- Damián Alcázar – Vinicio Cepeda / Potwór z Babahoyo
- José María Yazpik – operator Iván Suárez
- Leonor Watling – dziennikarka Marisa Iturralde
- Walter Layana – sprzedawca
- Henry Layana – Don Lucho
- Tamara Navas – Doña Etelvina
- Washington Garzón – Jose Juan
- Rosa Alina Ortiz – znajoma Don Lucho
- Raymundo Zambrano – Cura
- Alfredo Martínez – znajomy Don Lucha
- Camilo Luzuriaga – kapitan Bolivar Rojas
- Peki Andino – sierżant Saltos
- Pablo Maldonado – uczestnik linczu
- Luiggi Pulla – Robert
- Manolo Sarmiento – nauczyciel
- Carlos Cedeño – uczestnik linczu
- Gloria Leiton – Esperanza
- Joyce Macías Figueroa – dziecko
- Naidelín Macías Figueroa – dziecko
- Adrián Layana – uczestnik linczu
- Ricardo Paul Gonzalez – policjant
- Azucena Mora – kobieta z tłumu
- Alfred Molina – Victor Hugo Puente
- Víctor Feratio Jiménez – Roger
- Susana Díaz Nieto – sekretarka lokalnego Towarzystwa Biblijnego